# Parafia św. Szymona i św. Judy Tadeusza w Gościsławiu
Parafia św. Szymona i Judy Tadeusza w Gościsławiu - parafia rzymskokatolicka w dekanacie Żarów w diecezji świdnickiej. 
Erygowana w XVIII w.

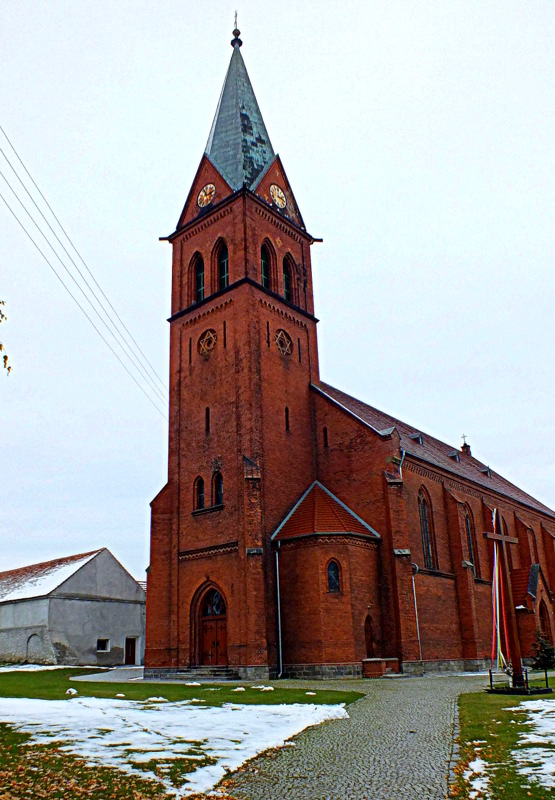
Osiek
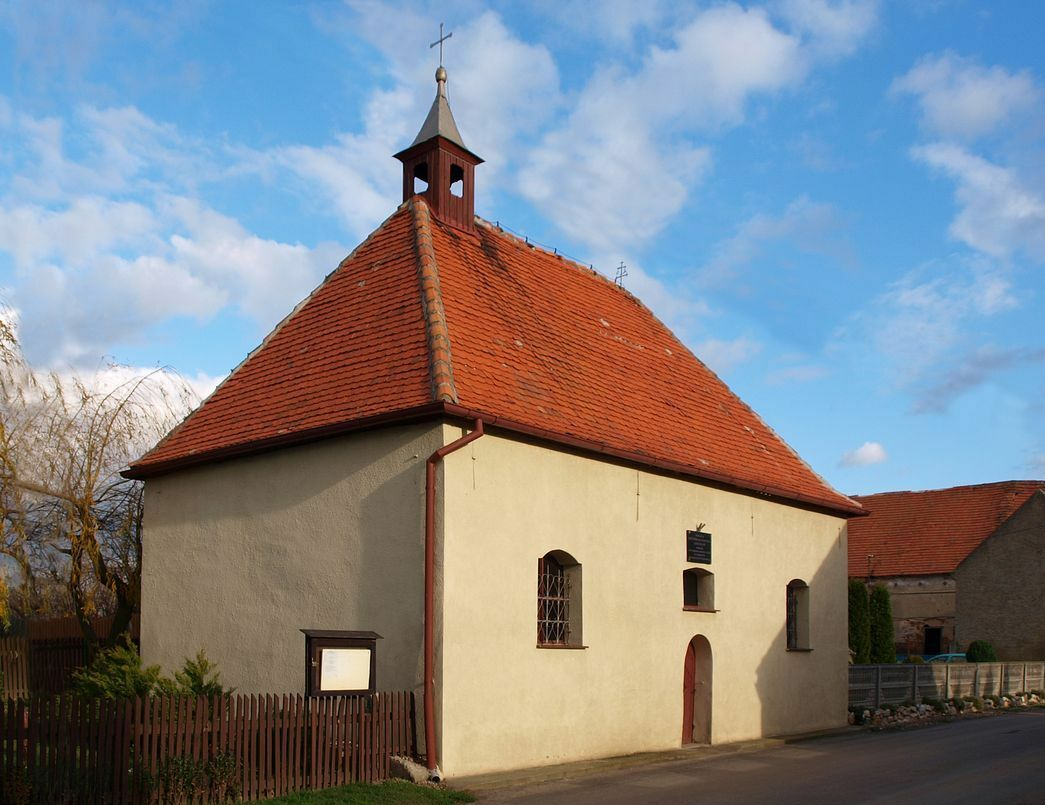
Godków
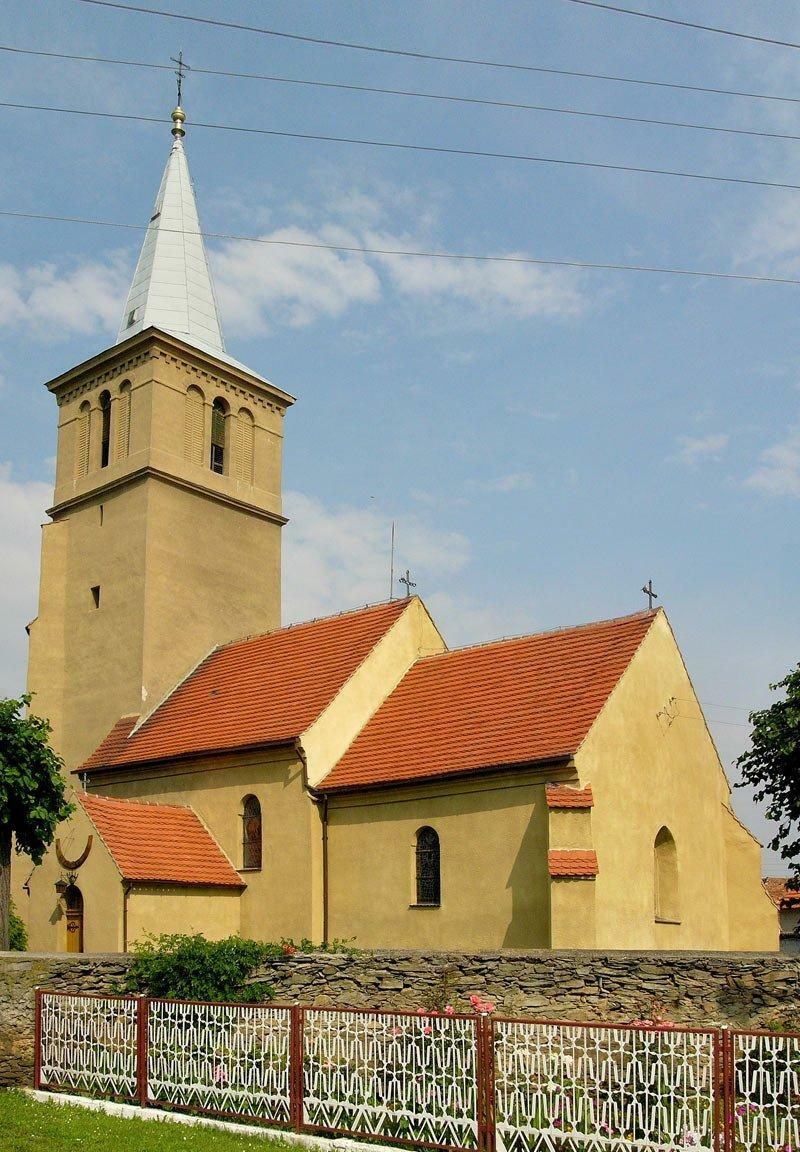
Mieczków